# Mikhail Jakovlev
Mikhail Sergejevitsj Jakovlev (Moskou, 9 september 2000) is een Russisch-Israëlisch baanwielrenner die tot en met 2022 reed met de Russische nationaliteit.

## Carrière
Zijn eerste medailles op internationale toernooien behaalde Jakovlev in 2021. Hij won op de EK van 2021 een bronzen medaille op de sprint en later dat jaar een bronzen medaille bij de keirin op de WK van 2021. In 2024 nam hij voor het eerst deel aan de Olympische Spelen die dat jaar plaatsvonden in Parijs. Op de keirin werd hij dertiende en bij de sprint werd hij negende. Later dat jaar werd hij tweede op het wereldkampioenschap bij de keirin, achter de Japanner Kento Yamasaki.

## Resultaten
| Jaar     | RK              | EK       | WK       | Overige                      |
| Beloften | Beloften        | Beloften | Beloften | Beloften                     |
| -------- | --------------- | -------- | -------- | ---------------------------- |
| 2020     |                 | sprint   |          |                              |
| 2021     |                 | sprint   |          |                              |
| Elite    |                 |          |          |                              |
| 2020     | sprint          |          |          |                              |
| 2021     | keirin · sprint | sprint   | keirin   |                              |
| 2022     | keirin · sprint |          |          |                              |
| Jaar     | IK              | EK       | WK       | Overige                      |
| 2023     |                 |          |          |                              |
| 2024     |                 | sprint   | keirin   | Olympische Spelen: 9e sprint |
| 2025     |                 | sprint   |          |                              |